# Coroana slovacă (1939–1945)
Coroana slovacă sau coroana slovacă koruna slovenská (slovacă koruna slovenská, Ks) a fost moneda Republicii Slovace din epoca nazistă între 1939 și 1945. Coroana slovacă a înlocuit coroana cehoslovacă la egalitate și a fost înlocuită de coroana cehoslovacă reconstituită, din nou la egalitate.
Inițial, coroana slovacă era la egalitate cu coroana boemă și moraviană, cu 10 coroane = 1 Reichsmark . Acesta a fost devalorizat, la 1 octombrie 1940, la o rată de 11,62 coroane slovace la un Reichsmark, în timp ce valoarea monedei boeme și a Moraviei a rămas neschimbată față de Reichsmark.

## Monede
În 1939, monedele au fost introduse în denumiri de 10 halierov, 5 și 20 de coroane, cu 20 și 50 de halieri și 1 coroană adăugate în 1940. Cele 10 și 20 de haliere erau de bronz, cele 50 de haliere și 1 coroană cupronickel, cele 5 coroane de nichel și cele 20 de coroane erau de argint. În 1942, au fost introduse 5 haliere de zinc, iar aluminiul a înlocuit bronzul în cele 20 de haliere. Au urmat 50 de halieri din aluminiu în 1943. Argintul 10 și 50 de corune au fost introduse în 1944.
Comparativ cu coroana cehoslovacă de dinainte de război, monedele coroanei slovace aveau încă 50 Ks, conținutul de argint al monedelor de 10 și 20 Ks a fost redus de la 700 ‰ la 500 ‰ cu excepția a 5 Ks, s-au micșorat în dimensiuni fizice. Designerii erau Anton Hám, Andrej Peter, Gejza Angyal, Ladislav Majerský și František Štefunko. Monedele au fost bătute în moneda Kremnica .
| Emisiuni din Al Doilea Război Mondial | Emisiuni din Al Doilea Război Mondial | Emisiuni din Al Doilea Război Mondial | Emisiuni din Al Doilea Război Mondial | Emisiuni din Al Doilea Război Mondial | Emisiuni din Al Doilea Război Mondial | Emisiuni din Al Doilea Război Mondial | Emisiuni din Al Doilea Război Mondial          | Emisiuni din Al Doilea Război Mondial                                            | Emisiuni din Al Doilea Război Mondial | Emisiuni din Al Doilea Război Mondial | Emisiuni din Al Doilea Război Mondial |
| Imagine | Imagine                               | Valoare                               | parametri tehnici                     | parametri tehnici                     | parametri tehnici                     | Descriere                             | Descriere                                      | Descriere                                                                        | Data de                               | Data de                               | Data de                               |
| Avers | Revers                                | Valoare                               | Diametru                              | Masa                                  | Compoziție                            | Margine                               | Avers                                          | Revers                                                                           | prima batere                          | problema                              | retragere                             |
| --- | ------------------------------------- | ------------------------------------- | ------------------------------------- | ------------------------------------- | ------------------------------------- | ------------------------------------- | ---------------------------------------------- | -------------------------------------------------------------------------------- | ------------------------------------- | ------------------------------------- | ------------------------------------- |
| |                                       | 5 ore                                 | 14 mm                                 | 0,94 g                                | Zinc                                  | Neted                                 | Stema, SLOVENSKÁ REPUBLIKA 1, anul fabricării  | Valoare                                                                          | 1942                                  | 14 decembrie 1942                     | 31 decembrie 1947                     |
| |                                       | 10 h                                  | 16 mm                                 | 1,65 g                                | Alamă 92% cupru 8% zinc               | Neted                                 | Stema, "SLOVENSKÁ REPUBLIKA", anul de batere   | Valoare, vedere la Bratislava cu castelul și Dunărea                             | 1939                                  | 20 noiembrie 1939                     | 31 decembrie 1947                     |
| |                                       | 20 h                                  | 18 mm                                 | 2,5 g                                 | Alamă 92% cupru 8% zinc               | Neted                                 | Stema, "SLOVENSKÁ REPUBLIKA", anul de batere   | Valoare, vedere la Castelul Nitra                                                | 1940                                  | 15 mai 1940                           | 31 iulie 1943                         |
| |                                       | 20 h                                  | 18 mm                                 | 0,65 g                                | Aluminiu                              | Neted                                 | Stema, "SLOVENSKÁ REPUBLIKA", anul de batere   | Valoare, vedere la Castelul Nitra                                                | 1942                                  | 28 noiembrie 1942                     | 31 mai 1948                           |
| |                                       | 50 h                                  | 20 mm                                 | 3,33 g                                | Cupronichel 80% cupru 20% nichel      | Neted                                 | Stema, "SLOVENSKÁ REPUBLIKA", anul de batere   | Valoare, plug                                                                    | 1940                                  | 12 martie 1941                        | 29 februarie 1948                     |
| |                                       | 50 h                                  | 20 mm                                 | 0,97 g                                | Aluminiu                              | Frezat                                | Stema, "SLOVENSKÁ REPUBLIKA", anul de batere   | Valoare, plug                                                                    | 1943                                  | 15 septembrie 1943                    | 29 februarie 1948                     |
| |                                       | 1 Ks                                  | 22 mm                                 | 5 g                                   | Cupronichel 80% cupru 20% nichel      | Frezat                                | Stema, "SLOVENSKÁ REPUBLIKA", anul de batere   | Valoare                                                                          | 1940                                  | 31 decembrie 1940                     | 31 mai 1947                           |
| |                                       | 5 Ks                                  | 27 mm                                 | 8 g                                   | Nichel                                | Frezat                                | Coat of arms oStema, valoarea, anul fabricării | Andrej Hlinka, "ZA BOHA ŽIVOT. ZA NÁROD SLOBODU"                                 | 1939                                  | 26 iulie 1939                         | 31 mai 1947                           |
| |                                       | 10 Ks                                 | 29 mm                                 | 7 g                                   | 500 ‰ argint                          | Neted                                 | Stema, "SLOVENSKÁ REPUBLIKA", anul de batere   | Valoare, Pribina, "PRIBINA + 861 KNIEŽA SLOVENSKA"                               | 1944                                  | 10 august 1944                        | 31 decembrie 1947                     |
| |                                       | 20 Ks                                 | 31 mm                                 | 15 g                                  | 500 ‰ argint                          | Frezat                                | Stema, "SLOVENSKÁ REPUBLIKA", valoare          | Jozef Tiso, "DR. JOZEF TISO - PRVÝ PREZIDENT SLOVENSKEJ REPUBLIKY", data creării | 1939                                  | 26 octombrie 1939                     | 31 decembrie 1947                     |
| |                                       | 20 Ks                                 | 31 mm                                 | 15 g                                  | 500 ‰ argint                          | Frezat                                | Stema, "SLOVENSKÁ REPUBLIKA", anul de batere   | Valoare, Sfinții Chiril și Metodiu                                               | 1941                                  | 6 octombrie 1941                      | 31 decembrie 1947                     |
| |                                       | 50 Ks                                 | 34 mm                                 | 16,5 g                                | 700 ‰ argint                          | Frezat                                | Stema, "SLOVENSKÁ REPUBLIKA", valoare          | Jozef Tiso, „VERNÍ SEBE - SVORNE NAPRED”, an de bătere                           | 1944                                  | 13 martie 1944                        | 31 decembrie 1947                     |
| Aceste imagini trebuie să fie reduse la 2,5 pixeli pe milimetru, un standard pentru monedele mondiale. Pentru standardele tabelului, consultați tabelul cu specificațiile monedei . |                                       |                                       |                                       |                                       |                                       |                                       |                                                |                                                                                  |                                       |                                       |                                       |

## Bancnote
În 1939, au fost emise note cehoslovace pentru 100, 500 și 1000 de coruni cu SLOVENSKÝ ŠTÁT supraimprimate pentru a fi utilizate în Slovacia. În acel an s-a văzut, introducerea de către guvern a bancnotelor de 10 și 20 de coroane.
| Denumire                     | Imagine    | Avers                               | Verso                                                   | Data emiterii      | Înlocuit de Kčs   |
| ---------------------------- | ---------- | ----------------------------------- | ------------------------------------------------------- | ------------------ | ----------------- |
| 5 korún </br> 122 × 59 mm    | 20 korún   | Fată de 10 ani, Hanička Ištvanikova | Motive de natură slovacă                                | 15 februarie 1945  | 31 octombrie 1945 |
| 10 korún </br> 142 × 72 mm   | 10 korún   | Preot catolic Andrej Hlinka         | Fată tânără, valoare                                    | 23 octombrie 1939  | 31 octombrie 1945 |
| 10 korún </br> 131 × 62 mm   | 10 korún   | Lingvist Ľudovít Štúr               | Produse din Slovacia                                    | 26 octombrie 1944  | 31 octombrie 1945 |
| 20 korún </br> 153 × 76 mm   | 20 korún   | Preot catolic Andrej Hlinka         | Mormântul lui Milan Rastislav Štefánik pe Dealul Bradlo | 9 decembrie 1939   | 31 octombrie 1945 |
| 20 korún </br> 139 × 67 mm   | 20 korún   | Poetul și traducătorul Ján Hollý    | Ustensile de luat masa slovace                          | 25 septembrie 1943 | 31 octombrie 1945 |
| 50 korún </br> 127 × 67 mm   | 50 korún   | Copii cu slovacă Kroje              | Castelul Orava                                          | 18 decembrie 1940  | 31 octombrie 1945 |
| 100 korun </br> 127 × 73 mm  | 100 korun  | Prințul Pribina                     | Locuitor slav                                           | 1 septembrie 1941  | 31 octombrie 1945 |
| 500 korun </br> 175 × 85 mm  | 500 korun  | National tâlhar, Juraj Jánošík      | Munții Tatra                                            | 26 octombrie 1944  | 31 octombrie 1945 |
| 1000 korun </br> 192 × 90 mm | 1000 korun | Svatopluk I al Marii Moravii        | Stema Slovaciei                                         | 17 august 1942     | 31 octombrie 1945 |
| 5000 korún </br> 203 × 96 mm | 5000 korún | Mojmir I al Moraviei                | Stema Slovaciei                                         | Numai tipărit      | Numai tipărit     |